# Курнинское сельское поселение
Курнинское сельское поселение — муниципальное образование (сельское поселение), входящее в состав Ковылкинского района Мордовии.
Административный центр и единственный населённый пункт — село Курнино.

## Население
| 2002 | 2010 | 2012 | 2013 | 2014 | 2015 | 2016 |
| ---- | ---- | ---- | ---- | ---- | ---- | ---- |
| 787  | ↘760 | ↘756 | ↗757 | →757 | ↘736 | ↘719 |
| 2017 | 2018 | 2019 | 2020 | 2021 |      |      |
| ↘701 | ↘680 | ↘659 | ↘648 | →648 |      |      |

### Национальный состав
Мокшане, русские